# スイセイ平原
スイセイ平原（英: Suisei Planitia）は、水星の北半球に位置する直径568.53kmの大きな盆地である。
スイセイ平原には、クレーターとしての形が消えかかってしまっている「幽霊クレーター」が存在している。これらはクレーターの内部が後に埋め立てられたもので、その外縁の頂のみが平らな平原に突き出た状態となっている。このことは、スイセイ平原の平らな大地がカロリス盆地が形成された衝突の際の噴出物から形成されていることを示唆している。
スイセイ平原という名称は1976年に名付けられた。名称は日本語の水星に由来する。
水星探査機メッセンジャーは、ミッション終了後の2015年4月30日にこの平原のヤナーチェク・クレーター付近に落下した。